# Parapsilorhynchus prateri
Parapsilorhynchus prateri е вид лъчеперка от семейство Шаранови (Cyprinidae). Видът е критично застрашен от изчезване.